# 派克縣 (阿肯色州)
派克县（英語：Pike County）是美国阿肯色州西南部的一個縣，面積1,590平方公里。根據2020年美國人口普查，共有人口10,171人。縣治默弗里斯伯勒（Murfreesboro）。該縣成立於1833年11月1日，縣名紀念美國探險家紀伯倫·蒙哥馬利·派克。
本縣為一禁酒的縣。